# Бернер, Роберт

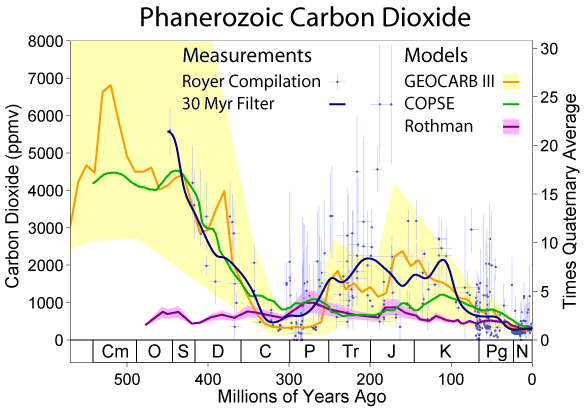
График изменения концентрации углекислого газа в атмосфере в палеозойскую эру

Роберт Арбакл Бернер (англ. Robert Arbuckle Berner; 25 ноября 1935, Эри — 15 января 2015, Нью-Хейвен) — американский геолог и геофизик. Известен работами в области диагенеза осадочных горных пород, связи глобальных геологических процессов с циклическими изменениями концентрации углекислого газа в атмосфере, палеоклимата, антропогенного влияния на количество углекислого газа в воздухе, первооткрыватель минерала грейгита. Являлся президентом Американского геохимического общества, был членом Национальной академии наук США, грантополучателем стипендии Гуггенхайма, редактором «American Journal of Science». Автор множества статей и монографий. Широкую популярность получили его публикации на тему изучения образцов защемлённого воздуха в древнем янтаре.

## Биография
Родился 25 ноября 1935 год в городе Эри (штат Пенсильвания, США). С детства занимался сочинением музыки и сохранил это увлечение на всю жизнь.
В средней школе отличался успехами в математике и химии. После окончания школы, в 18 лет поступил в университет Пердью. Однако, будучи недовольным выбранным учебным заведением, он не отучился и одного семестра и перевёлся в Мичиганский университет. Основной причиной, которая привела к этому решению, по его словам, был недостаток студенток в Пердью.
В Мичигане Роберт продолжил заниматься химией, но и это занятие ему быстро наскучило. Бернер решил изучать математику и физику. Сложность этих наук мешала ему уделять много времени студенческим вечеринкам. Под влиянием своего брата, геолога-нефтяника Пола Бернера, Роберт принял решение посвятить себе геологии, более интересной, но не такой интеллектуально насыщенной, как физика и математика. В Мичиганском университете Бернер защитил бакалаврскую и магистерскую диссертацию.
В свой выпускной 1959 год Роберт женился на специализирующейся в структурной геологии студентке Элизабет Маршалл Кей — дочери известного американского геолога, Джоржа Маршалла Кея. Элизабет на тот момент была одной из немногих женщин-геологов. Темой магистерской диссертации Бернера были эоценовые песчаники парка Уэрфано (штат Колорадо). После окончания университета Роберт, как и в своё время его брат и сокурсники, решил идти в нефтяной бизнес.

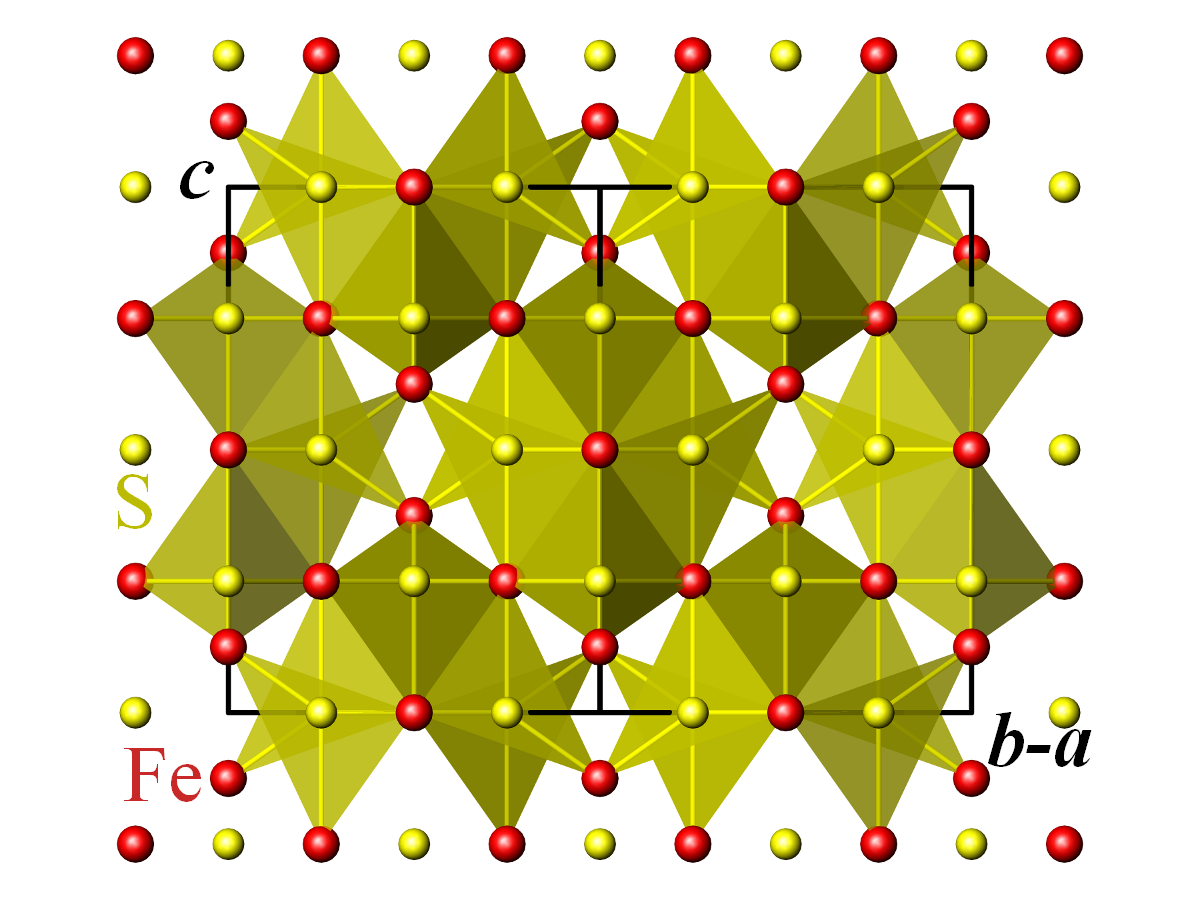
Структура грейгита — минерала, открытого Бернером

В 1959 году Роберт устроился на летние работы в нефтяную компанию «Шелл» и одновременно готовился к поступлению в аспирантуру Гарварда (Кембридж, Массачусетс) по совету своего научного консультанта из Мичиганского университета, Льюиса Бриггса. Руководителем Бернера стал молодой литолог Раймонд Сивер. В дальнейшем Бернер и Сивер написали несколько совместных статей на тему влияния полезных ископаемых на состав морской воды. Работа Бернера в аспирантуре была посвящена формирование сульфидов железа в осадочных горных породах. В ходе своих исследований Бернер обнаружил новые минералы, в том числе грейгит, и в 1961 году изобрёл электроды для измерения содержания сульфида.
В 1962 году, после получения степени, Берн работал в Институте океанографии Скрипса (Сан-Диего, Калифорния). В 1963—1965 годах был доцентом в Чикагском университете. С 1965 года и до выхода в отставку в 2006 году работал в Йельском университете (Нью-Хейвен, Коннектикут). В Йеле Бернер открыл, что образование минералов в осадочных горных породах зависит от скорости транспортировки химических элементов  и окисления микробами органической компоненты осадков. Умер 15 января 2015 года в возрасте 79 лет (Нью-Хейвен, Коннектикут).

## Достижения

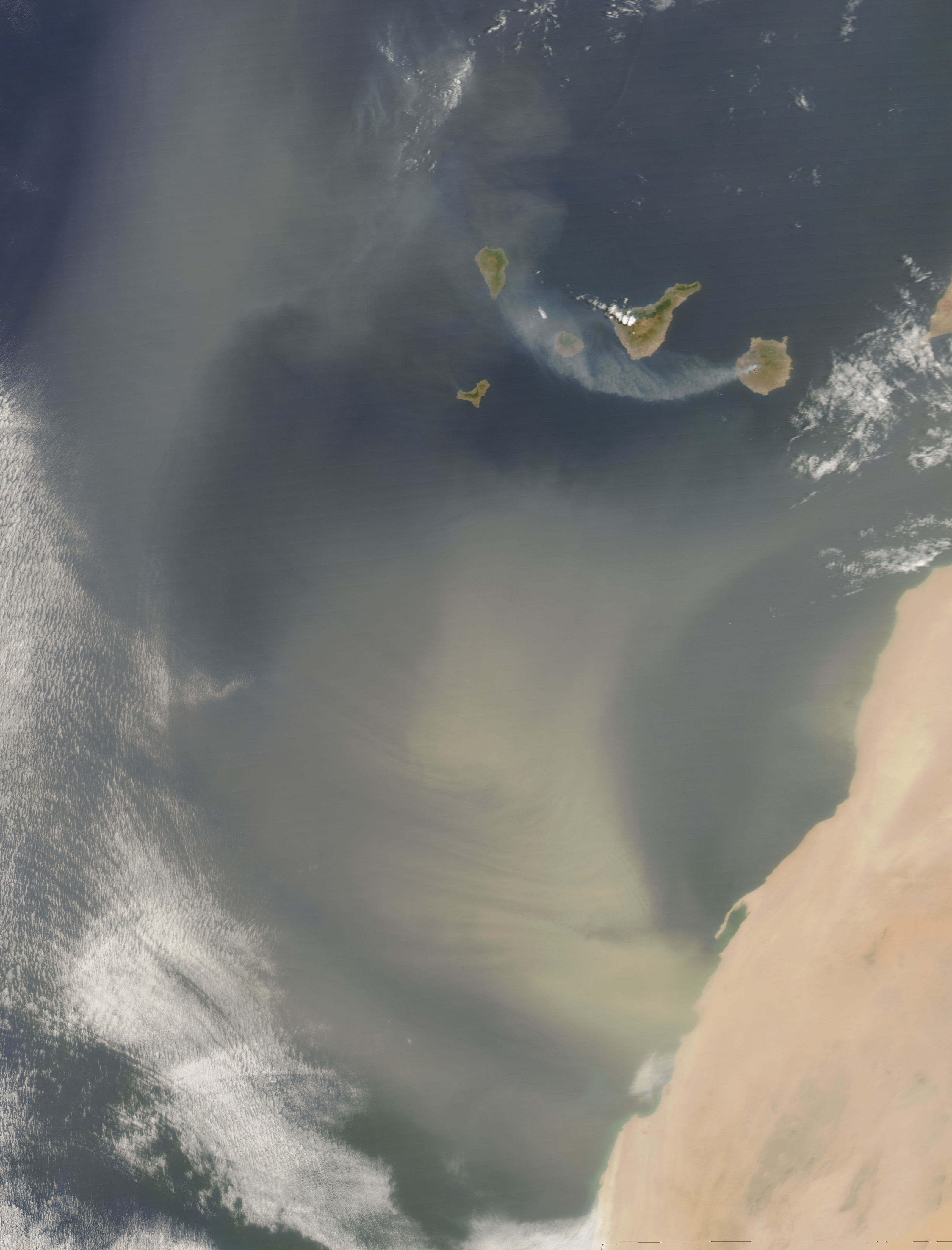
Перемещение песчаных масс в океан

Бернер разработал математический аппарат моделирования процессов переноса элементов в горных породах и открыл новое направление в геохимии — диагенез осадочных горных пород, охватывающее биологические и химические аспекты формирования осадков. Бернер и другие исследователи установили, как русловые процессы и иное накопление минеральных частиц контролируют баланс питательных веществ в океане и концентрацию кислорода и углекислого газа в атмосфере.
В начале 1980-х Бернер вместе с Робертом Гаррелсом и Антонио Ласагой создают BLAG (Berner, Lasaga и Garrels) — модель глобального изменения концентрации углекислого газа атмосферы в течение геологического времени. Это была первая глобальная модель, объединяющая теории об изменении уровня углекислого газа в геологическом времени, образования и выветривания осадочных горных пород. Модель BLAG позволила геологам определить скорости таких геологических процессов, как континентальное движение плит, контролирующее содержание углекислого газа в атмосфере и горных породах. Усовершенствованная версия этой модели получила в 1994 году название GEOCARB.

## Статьи
Основные публикации Роберта Бернера:
- Berner R. A. Early diagenesis: A theoretical approach. — Princeton University Press, 1980. — №. 1.
- Berner R. A. Sedimentary pyrite formation: an update //Geochimica et Cosmochimica Acta. — 1984. — Т. 48. — №. 4. — С. 605—615.
- Berner R. A. Principles of chemical sedimentology. — 2013.
- Hansen J. et al. Target atmospheric CO2: Where should humanity aim? //arXiv preprint arXiv:0804.1126. — 2008.
- Berner E. K., Berner R. A. Global environment: water, air, and geochemical cycles. — Princeton University Press, 2012.
- Berner R. A., Kothavala Z. GEOCARB III: a revised model of atmospheric CO2 over Phanerozoic time //American Journal of Science. — 2001. — Т. 301. — №. 2. — С. 182—204.
- Berner R. A. A model for atmospheric CO sub 2 over phanerozoic time //American Journal of Science;(United States). — 1991. — Т. 291. — №. 4.
- Royer D. L., Berner R. A., Park J. Climate sensitivity constrained by CO2 concentrations over the past 420 million years //Nature. — 2007. — Т. 446. — №. 7135. — С. 530—532.
- Beerling D. J., Berner R. A. Biogeochemical constraints on the Triassic‐Jurassic boundary carbon cycle event //Global Biogeochemical Cycles. — 2002. — Т. 16. — №. 3. — С. 10-1-10-13.

## Награды
- Премия В. М. Гольдшмидта (1995), высшее отличие Геохимического общества (Geochemical Society[англ.])
- Медаль Мурчисона Лондонского геологического общества (1996)[7]
- Медаль Артура Л. Дея Американского геологического общества (1996)[8]
- Медаль В.И. Вернадского Международной ассоциации геохимиков (2012)[9]
- Медаль Франклина в области геологии и охраны окружающей среды (2013)[10]